# دوج رمپیج
دوج رمپیج (Dodge Rampage) خودرویی است که در سال‌های ۱۹۸۲ تا ۱۹۸۴تولید شده‌است. طراحی آن خودروهای موتور جلو-محور جلو بوده است.